# Seleção Romena de Futebol Americano
A Seleção Romena de futebol americano representa oficialmente a Romênia. Ela é organizada pela Fotbal Federaţia Română de Fotbal American. Ela recebe os jogadores das equipes do futebol americano Campeonato Nacional da Romênia (CNFA).

## Uniformes
| Helmet   |      |           |
| Left arm | Body | Right arm |
| Trousers |      |           |
| Socks    |      |           |
| Casa     |      |           |

| Helmet   |      |           |
| Left arm | Body | Right arm |
| Trousers |      |           |
| Socks    |      |           |
| Fora     |      |           |

## Ligações Externas
IFAF - Federations